# 蒂莫西·霍奇
蒂莫西·霍奇（英語：Timothy Hodge，2001年1月31日—），澳大利亚男子游泳运动员。他曾代表澳大利亚参加2016年和2020年夏季残疾人奥林匹克运动会游泳比赛，获得二枚银牌和一枚铜牌。